# Сафаровська сільська рада (Чишминський район)
Сафа́ровська сільська рада (рос. Сафаровский сельский совет) — муніципальне утворення у складі Чишминського району Башкортостану, Росія. Адміністративний центр — село Сафарово.
Селище Роз'їзда Сафарово було приєднане до села Сафарово.

## Населення
Населення — 1481 особа (2019, 1554 у 2010, 1509 у 2002).

## Склад
До складу поселення входять такі населені пункти:
| Населений пункт           | Населення, осіб (2002) | Населення, осіб (2010) |
| ------------------------- | ---------------------- | ---------------------- |
| Карамали, присілок        | 54                     | 71                     |
| Кушкуак, присілок         | 59                     | 53                     |
| Роз'їзда Сафарово, селище | 29                     | -                      |
| Сафарово, село            | 962                    | 991                    |
| Удряк, присілок           | 397                    | 431                    |
| Яшикей, присілок          | 8                      | 8                      |